# Drácula (película de 1958)
Drácula (Dracula), también llamada Horror of Dracula, es una película de terror británica de 1958. Fue estrenada el 16 de junio y sería la primera de una serie de películas de terror de la Hammer Films Productions basadas en la novela de Bram Stoker Drácula. Esta obra cinematográfica fue dirigida por Terence Fisher, con Christopher Lee y Peter Cushing encarnando al Conde Drácula y al Doctor Van Helsing, respectivamente.
Este film habría de ser estrenado en distintos países. En Argentina sería estrenado el 5 de febrero de 1959. En Estados Unidos sería presentada como Dracula 1958 o Horror of Dracula. En Francia como Le Cauchemar de Dracula. En Bélgica como De Nachtmerrie Von Dracula y en Italia como Dracula il Vampiro.

## Argumento
En 1885, el joven Jonathan Harker viaja hasta el castillo del conde Drácula (aquí, más bien un pabellón de caza alpino) cerca de Klausenburg, para tomar el puesto de bibliotecario. En el desierto interior, le sorprende una joven que afirma estar prisionera y le pide ayuda pero se va porque Drácula aparece en la cima de las escaleras; el conde saluda al huésped y lo guía hasta su aposento, donde muestra interés en la foto que Harker saca del equipaje, de su prometida Lucy. Una vez a solas, Harker escribe en su diario revelando sus verdaderas intenciones: es un cazador de vampiros y ha venido a destruir a Drácula.
Harker vuelve a encontrarse con la hermosa mujer, que resulta ser una vampira y llega a morderle antes de que Drácula irrumpa y la aparte con brusquedad. El desmayado Harker se despierta en su cuarto ya de día y escribe una última entrada en su diario y lo esconde en el exterior. Al notarse las marcas en el cuello, se sabe condenado pero antes de transformarse él mismo en un No-Muerto, baja a la cripta donde descansan en sus respectivos ataúdes el conde y la mujer. Clava una estaca en el pecho primero a la vampira, que se marchita convirtiéndose en el cadáver de una anciana, pero mientras cae el anochecer y cuando da la vuelta para seguir con el conde, este ya se ha levantado, y cierra la puerta.
Unos días después, el doctor Van Helsing llega a Klausenburg en busca de su amigo Harker a la posada desde la que partió hacia el castillo. La hija del posadero le entrega su diario. Cuando llega al castillo, Van Helsing encuentra su habitación en desorden y el marco de la foto de Lucy roto y sin el retrato. En la cripta, encuentra a Harker en el ataúd de Drácula con evidentes signos de vampirismo, por lo que se ve obligado a clavarle una estaca en el pecho.
De regreso en la ciudad de Karlstadt, Van Helsing se acerca a casa de Lucy a dar la noticia de la muerte de Harker, pero encuentra a Lucy muy enferma. Con la ayuda de Mina, la esposa de Arthur, hermano de Lucy, Van Helsing logra examinarla y descubre que Drácula se está vengando de la muerte de la mujer vampiro, atacando a Lucy, y aunque Van Helsing intenta ayudarla, Lucy termina por convertirse en un muerto viviente, que ataca a los niños de alrededor.
Convencido de la espantosa situación de su hermana tras la lectura del diario de Harker que Van Helsing le ha entregado, Arthur decide ayudar a Van Helsing a destruir a Drácula, una vez liberada el alma de Lucy.
Sin embargo, mientras ellos se dedican a seguirle la pista a Drácula, éste aprovecha que Mina se encuentra sola y la ataca. Descubierto, la rapta y regresa a su castillo a toda prisa, perseguido por Arthur y Van Helsing, quienes por fin le dan alcance.
En el enfrentamiento final, Van Helsing logra que Drácula quede expuesto a la luz del sol al arrojarse sobre los pesados cortinajes del ventanal de la biblioteca y el conde muere al ser tocado por la luz solar, que desintegra su carne y reduce a ceniza sus huesos en una rápida combustión espontánea. Van Helsing, finalmente abre la ventana y el viento barre las cenizas.

## Producción
Fue dirigida por Terence Fisher, con actuación de Peter Cushing y Christopher Lee que quedarían identificados a nivel popular con sus personajes, ya que la película fue un éxito incluso mayor que su predecesora La maldición de Frankenstein. 

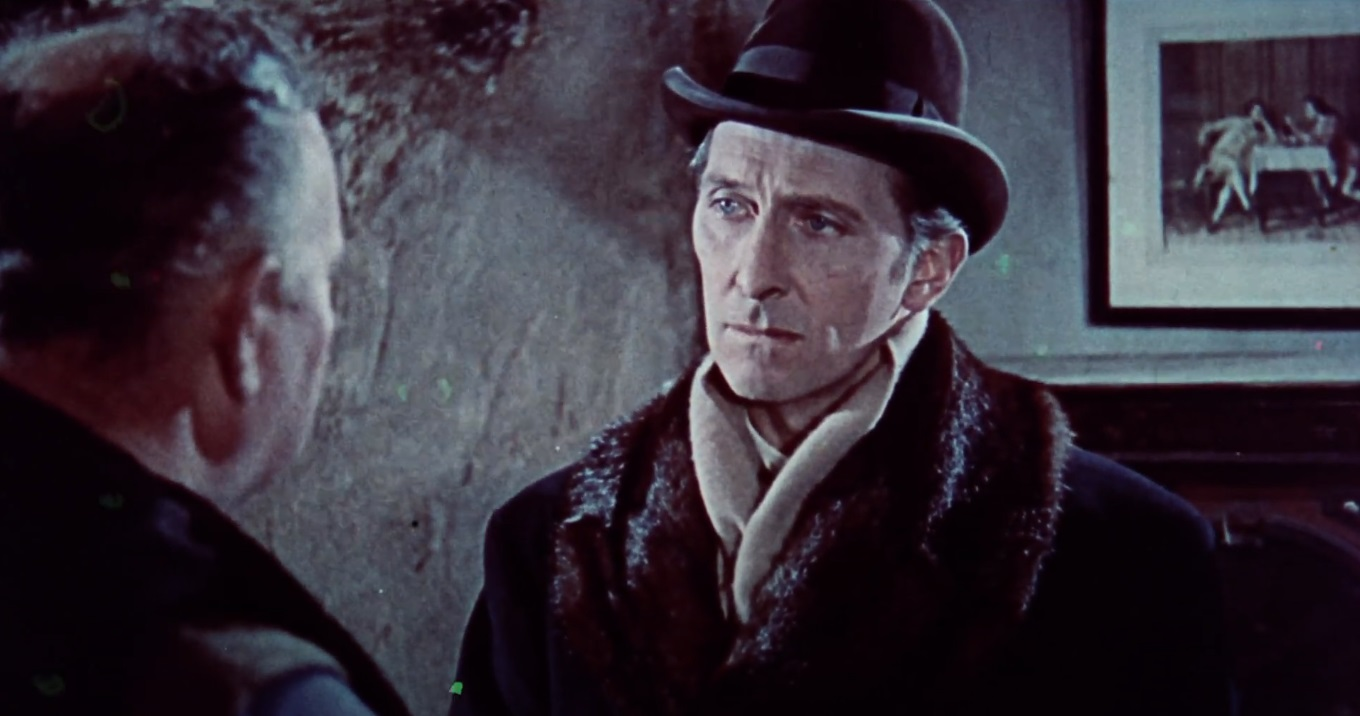
Van Helsing (Peter Cushing).
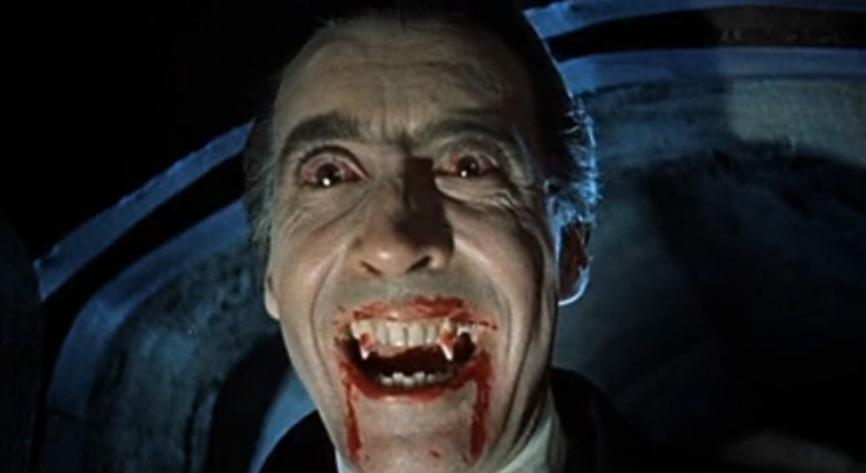
Drácula (Christopher Lee)

En los Estados Unidos, el título se cambió por Horror of Dracula para evitar confusiones y evitar problemas legales con la película homónima Drácula (1931) dirigida por Tod Browning y con Béla Lugosi en el papel de Drácula.
La producción empezó en los Bray Studios el 17 de noviembre de 1957 con un presupuesto de £ 81.000. Al igual que en la anterior dedicada a Frankenstein, se basó libremente en la novela, simplificando acciones y sintetizando personajes debido al ajustado presupuesto de la pequeña productora. Aunque se mantienen los nombres en inglés de los protagonistas, curiosamente el ambiente y ubicación son germánicos. Fue muy famosa por su innovadora combinación de fantasía, romance y sexualidad; además de sus escenas sangrientas explícitas, instauró en la cultura popular la imagen del vampiro con colmillos.
En posproducción se eliminó el ruido de los pasos del conde, para acrecentar su aura "sobrenatural"; también se comenta que cuando la mujer de Christopher Lee la vio, se quedó tan sorprendida que no quiso acostarse con él esa noche.
En el libro Diccionario Ilustrado del Terror, de Miguel Juan Payán y Javier Juan Payán,(Ediciones Jardín, S.L., Madrid, 2005, página 56) se lee: "Menos teatral que la versión protagonizada por Lugosi y más fiel a la novela original, impuso los colmillos al pret-á-porter del vampiro, y la colorida sangre como elemento esencial de sus fechorías (...), y al contrario de versiones anteriores, el primer vampiro que vemos no es el propio conde, sino una voluptuosa vampiresa que marca la tendencia a la exhibición erótica tan frecuente en las películas producidas por la Hammer. El otro elemento destacado de esta versión es el juego con los decorados interiores, auténticos laberintos por los que evoluciona una cámara aparentemente empeñada en encerrarnos en una tela de araña, manipulando así la sensación de inquietud del espectador".

## Continuación
La historia del Drácula de Hammer Films Productions continúa en las siguientes películas :
- Las novias de Drácula (1960)
- Dracula: Prince of Darkness (1966)
- Drácula vuelve de la tumba (1968)
- El poder de la sangre de Drácula (1970)
- Las cicatrices de Drácula (1970)
- Dracula A.D. 1972 (1972)
- The Satanic Rites of Dracula (1973)
- Kung-Fu contra los 7 vampiros de oro (1974)